# Oduma
Oduma ist ein Ort in Äquatorialguinea im Süden der Provinz Litoral.

## Geographie
Der Ort liegt im Süden der Provinz an einer der größeren Straßen, die von Mbini nach Süden führt. Er ist ein Vorort von Bitica.

## Klima
Nach dem Köppen-Geiger-System zeichnet sich Oduma durch ein tropisches Klima mit der Kurzbezeichnung Am aus.